# Web Therapy (España)
Web Therapy es una serie de televisión española producida por FremantleMedia que se emite en #0. Esta protagonizada por Eva Hache. Es la adaptación española de la serie estadounidense Web Therapy protagonizada por Lisa Kudrow, su estreno fue el 2 de febrero de 2016. Fue el primer proyecto de ficción de #0, un canal de Movistar+.

## Reparto

### 1ª temporada

#### Reparto principal
- Eva Hache - Rebeca Miller de Montijo
- Gonzalo de Castro - Federico Pinto (Episodio 1; Episodio 3; Episodio 5; Episodio 8; Episodio 12; Episodio 14; Episodio 16)
- Meritxell Huertas - Yelena Yecoshenco (Episodio 1 - Episodio 2; Episodio 4; Episodio 7; Episodio 13; Episodio 15 - Episodio 16)

#### Reparto recurrente
- Julia Gutiérrez Caba - María Teresa de Montijo (Episodio 1 - Episodio 2; Episodio 6; Episodio 9; Episodio 16)
- Julián Villagrán - Álex Miller de Montijo (Episodio 1 - Episodio 2; Episodio 12; Episodio 14; Episodio 16)
- Quim Gutiérrez - Ramiro Mauriño (Episodio 1; Episodio 3; Episodio 5; Episodio 7; Episodio 9; Episodio 16)
- Nancho Novo - Francisco "Quico" de Montijo (Episodio 2; Episodio 4; Episodio 7; Episodio 11 - Episodio 12 - Episodio 13; Episodio 16)
- Carolina Bang - Isabel Valero (Episodio 3; Episodio 5; Episodio 8; Episodio 11; Episodio 13 - Episodio 16)
- Ernesto Alterio - Héctor Vara (Episodio 4; Episodio 6 - Episodio 8)
- Nathalie Poza - Irene Fernández (Episodio 4 - Episodio 5; Episodio 7 - Episodio 8)
- Kira Miró - Sor Julieta (nacida María Inés) (Episodio 6; Episodio 8 - Episodio 9)
- Natalia de Molina - María del Mar "M" (Episodio 9 - Episodio 11)
- Ana Álvarez - África del Valle (Episodio 9, Episodio 13, Episodio 14)
- Hugo Silva - Andrés Vázquez (Episodio 10 - Episodio 11; Episodio 14 - Episodio 16)

#### Reparto Invitado
- Blanca Portillo - Patricia Navas (Episodio 1)
- Clara Lago - Angelines "Nines" (Episodio 1 - Episodio 2)
- Martín Rivas - Mario González (Episodio 1 - Episodio 2)
- María Pujalte - Valeria Collado (Episodio 3)
- Carlos Areces - "Amado Martín" (Episodio 4)
- Candela Peña - Gema López Ibáñez (Episodio 5)
- Gorka Otxoa - Domingo Duarte "Besuguito" (Episodio 6)
- Carmen Ruiz -  Leticia Ríos (Episodio 7)
- Eduardo Casanova -  Fran Linaza "F.L." (Episodio 8)
- Ana Milán - Cristina Riveros (Episodio 9 - Episodio 10)
- José María Pou - Doctor Efrén Pardo (Episodio 10)
- Ramón Barea - Paolo Conde (Episodio 11)
- Manolo Solo - Javier Antúnez (Episodio 12)
- Clara Segura - Susana Prieto (Episodio 12 - Episodio 13)
- Anna Castillo - Iria de la Villa (Episodio 14)
- Diego Martín - Gustavo Almohalla (Episodio 15)

#### Cameos
- Michael Robinson (Episodio 1)
- Carlos Martínez (Episodio 1)
- Antoni Daimiel (Episodio 1)
- Andreu Buenafuente (Episodio 1)
- Berto Romero (Episodio 1)
- Jon Sistiaga (Episodio 1)
- Iñaki Gabilondo (Episodio 1)
- Javier Coronas (Episodio 1)
- Javier Cansado (Episodio 1)
- Julio Maldonado (Episodio 1)
- Raquel Sánchez Silva (Episodio 1)

## Episodios y audiencia
| Temporada | Temporada | Episodios | Estreno              | Final              | Audiencia    | Audiencia | Audiencia |
| Temporada | Temporada | Episodios | Estreno              | Final              | Espectadores | Cuota     |           |
| --------- | --------- | --------- | -------------------- | ------------------ | ------------ | --------- | --------- |
|           | 1         | 16        | 2 de febrero de 2016 | 17 de mayo de 2016 |              |           |           |
| Total     | Total     | 16        | 2016                 | —                  | —            | —         |           |

### Temporada 1 (2016)
| N.º (serie) | N.º (temp.) | Título | Director(es) | Fecha de emisión      |
| ----------- | ----------- | --- | ------------ | --------------------- |
| 1           | 1           | «Sesión 1: Celos conyugales, acoso laboral y problemas de control de ira»                                 | Manuel Tera  | 2 de febrero de 2016  |
| 2           | 2           | «Sesión 2: Consecuencias inesperadas para Mario y Nines»                                                  | Manuel Tera  | 9 de febrero de 2016  |
| 3           | 3           | «Sesión 3: La poliamorosa y la virgen»                                                                    | Manuel Tera  | 16 de febrero de 2016 |
| 4           | 4           | «Sesión 4: Un multimillonario con múltiples complejos y una disputa de dos diputados»                     | Manuel Tera  | 23 de febrero de 2016 |
| 5           | 5           | «Sesión 5: La paciente amiga»                                                                             | Manuel Tera  | 1 de marzo de 2016    |
| 6           | 6           | «Sesión 6: Un torero vasco, una monja casquivana y una madre con nuevos horizontes»                       | Manuel Tera  | 8 de marzo de 2016    |
| 7           | 7           | «Sesión 7: Un vidente sin poderes, la sorpresa de Quico y el misterio del becario y la asistenta»         | Manuel Tera  | 15 de marzo de 2016   |
| 8           | 8           | «Sesión 8: Un marido en Suiza, un giro inesperado y un hacker con ego desmedido»                          | Manuel Tera  | 22 de marzo de 2016   |
| 9           | 9           | «Sesión 9: Una vecina peligrosamente insistente, un descubrimiento vital y la minimalista diseñadora "M"» | Manuel Tera  | 29 de marzo de 2016   |
| 10          | 10          | «Sesión 10: Un psicoanalista, un prestigioso telefonista erótico y un cambio de tornas»                   | Manuel Tera  | 5 de abril de 2016    |
| 11          | 11          | «Sesión 11: Un lugar inesperado, un retorcido ludópata y el hombre que amaba a las mujeres mayores»       | Manuel Tera  | 12 de abril de 2016   |
| 12          | 12          | «Sesión 12:»                                                                                              | Manuel Tera  | 19 de abril de 2016   |
| 13          | 13          | «Sesión 13:»                                                                                              | Manuel Tera  | 26 de abril de 2016   |
| 14          | 14          | «Sesión 14:»                                                                                              | Manuel Tera  | 3 de mayo de 2016     |
| 15          | 15          | «Sesión 15:»                                                                                              | Manuel Tera  | 10 de mayo de 2016    |
| 16          | 16          | «Sesión 16:»                                                                                              | Manuel Tera  | 17 de mayo de 2016    |